# 草川铺镇
草川铺镇，是中华人民共和国甘肃省天水市清水县下辖的一个乡镇级行政单位。
2016年，甘肃省民政厅批复同意撤销草川铺乡，设立草川铺镇。

## 行政区划
草川铺镇下辖以下地区：
腰林村、教化村、九龙村、火石村、磨儿村、兴坪村、冯山村、草川村、水泉村、黄崖村和刘庄村。